# Carlotta von Falkenhayn
Carlotta von Falkenhayn (3. prosinec 2007) je německá herečka.

## Život
Carlotta von Falkenhayn bydlí v Berlíně a od sedmi let hraje ve vedlejších rolích ve filmech a seriálech pro veřejnoprávní média. Svou první větší roli získala ve filmu Operation Zucker: Jagdgesellschaft jako Lucy. Ve stejném roce hrála v seriálu Místo činu v díle Tatort: Taxi nach Leipzig (2016) v roli Charlotty. Od roku 2017 do roku 2020 měla roli hluché Elisabeth Doppler v seriálu Dark od Netflixu.

## Fimografie
- 2015: Weissensee (seriál, epizoda 3x01)
- 2015: SOKO Wismar (seriál, epizoda 13x06)
- 2016: Operation Zucker: Jagdgesellschaft (televizní film)
- 2016: Mängelexemplar
- 2016: Schweigeminute (televizní film)
- 2016: Der Kriminalist (seriál, epizoda 11x10)
- 2016: Der Island-Krimi (seriál, epizoda 1x02)
- 2016: Tatort: Taxi nach Leipzig (seriál, epizoda 1000)
- 2017: Landgericht: Geschichte einer Familie (televizní film)
- 2017: Katharina Luther (televizní film)
- 2017: Chaos-Queens: Die Braut sagt leider nein (televizní film)
- 2017: So auf Erden (televizní film)
- 2017–2020: Dark (seriál, 14 dílů)
- 2018: Großstadtrevier (seriál, epizoda 31x06)
- 2018: Kids for Guns (Krátký film)
- 2018: Verschwörung (The Girl in the Spider’s Web)
- 2018: Parfum (seriál, 5 dílů)
- 2018: Und der Zukunft zugewandt
- od roku 2021: Die Eifelpraxis (Fernsehreihe)
- 2022: Letzte Spur Berlin (seriál, díl Fremdes Herz)
- 2022: Gestern waren wir noch Kinder (7-dílný seriál, ZDF, 1 díl)
- 2023: Die Heiland – Wir sind Anwalt (seriál, díl Die Lüge)
- 2024: Der Usedom-Krimi: Emma